# Tachydromia nigripes
Tachydromia nigripes är en tvåvingeart som först beskrevs av Johann Wilhelm Meigen 1830.  Tachydromia nigripes ingår i släktet Tachydromia och familjen puckeldansflugor. Inga underarter finns listade i Catalogue of Life.